# Akbar Bugti
Nawab Akbar Bugti (né le 12 juillet 1927) est un chef tribal pakistanais à la tête d'une milice privée qui réclamait l'autonomie politique de la province du Balouchistan au Pakistan.
Il est tué le 26 août 2006 par l'armée pakistanaise donnant lieu à des manifestations et des émeutes dans le pays.